# Суперинфекция
Суперинфекция (англ. superinfection) — процесс, в результате которого клетка, изначально зараженная одним вирусом, коинфицируется через какое-то время другим штаммом вируса или другим вирусом. Вирусные суперинфекции могут привести к появлению резистентных штаммов вирусов, для лечения которых потребуются иные препараты. Например, коинфекция человека двумя разными штаммами вируса ВИЧ может привести к образованию штамма, резистентного к антиретровирусной терапии. Также показано, что комбинированная инфекция уменьшает общую эффективность иммунного ответа.
В медицинской практике суперинфекцией называют инфекцию, следующую за иной инфекцией, особенно в случае заражения резистентными микроорганизмами. Согласно иллюстрированному медицинскому словарю Дорленда, суперинфекция — состояние, вызванное резким ростом бактерий другого типа, чем первичных бактерий.

## Суперинфекции фагов лямбда
Когда клетка находится в лизогенном состоянии под действием одного фага лямбда, другой лямбда-фаг, инфицирующий клетку, не может перейти в стадию литического цикла для своего воспроизводства. Фаза инъекции ДНК или РНК фага проходит нормально, но транскрипции и трансляции новой ДНК не происходит. Таким образом, клетка, зараженная одним лямбда-фагом, имеет иммунитет к другим лямбда фагам. Происходит это из-за того, что клетка в лизогенной фазе постоянно производит белок cI-репрессора, в количестве, превышающем потребности для остановки одного фага. Избыточные количества репрессора связываются с ДНК остальных фагов и предотвращают его транскрипцию.